# Grace Moore
Grace Moore (Slabtown, 5 de dezembro de 1898 – Copenhague, 26 de janeiro de 1947) foi uma atriz estadunidense. Foi indicada ao Oscar de melhor atriz na edição de 1935 pelo trabalho na obra One Night of Love.

## Biografia
Sua voz de soprano levou-a a tornar-se cantora lírica na Broadway e depois na Metropolitan Opera. Estrelou dois filmes para a MGM no início da década de 1930, mas foi despedida por ter adquirido muito peso. Contratada pela Columbia Pictures, estrelou uma série de sucessos que ajudaram a popularizar a ópera no cinema.
Entretanto, em 1947, enquanto estava em turnê pela Europa, faleceu no acidente de um Douglas DC-3 no aeroporto de Copenhaga, na Dinamarca. Contava apenas 48 anos de idade.
Era conhecida como Tennessee Nightingale (Rouxinal do Tennessee). Foi casada com o ator espanhol Valentín Parera de 1931 até sua morte. Em 1944, publicou uma autobiografia, intitulada "You're Only Human Once".
Sua vida foi objeto do filme So This Is Love, de 1953, dirigido por Gordon Douglas. Quem a viveu nas telas foi a atriz Kathryn Grayson.

## Filmografia
- 1930 A Lady's Morals
- 1930 New Moon
- 1934 One Night of Love
- 1935 Love Me Forever
- 1936 The King Steps Out
- 1937 When You're in Love
- 1937 I'll Take Romance
- 1939 Louise (produção francesa, dirigida por Abel Gance)

## Premiações
- Oscar:
  - Melhor Atriz - 1935, One Night of Love - Indicada